# Théodora van Rossum
 (mars 2023).
Théodora van Rossum, née le 5 juin 1923 à Essen et morte le 15 février 2019 à Munich, est une diplomate allemande.

## Biographie
Theodora van Rossum, titulaire d'un doctorat, est accréditée comme ambassadrice d'Allemagne à Lilongwe au Malawi de 1983 à 1988, où elle succède à Karl Wand. 
Wilfried Rupprecht lui a succédé en tant qu'ambassadeur. Elle passe onze ans au service diplomatique en Afrique, avec d'autres affectations en Côte d'Ivoire et la Guinée.
Elle est signataire de l'Appel de Bonn, qui signifie « une politique de développement différente ».